# 42-es villamos (Budapest)
A budapesti 42-es jelzésű villamos a Határ út és Kispest, Tulipán utca között közlekedik. A vonalat a Budapesti Közlekedési Zrt. üzemelteti.

## Története
1912-ben indult a Ferenc körút és a népligeti Fradi pálya között. A járat a BVV egyik legkihasználatlanabb vonala volt, ezért 1914-ben megszűnt. Ezt követően a világháború alatt a Nagyvárad tér és a pestszentlőrinci Szarvas csárda tér között közlekedett. 1927. május 2-án útvonalát a Mária Terézia laktanyáig hosszabbították. 1939. november 20-ától ismét csak a Nagyvárad térig járt, azonban decembertől ismét a Mária Terézia laktanyáig ment. 1944 októberében még közlekedett, majd a háború után 1945. május 19-én indult újra a Szarvas csárda tér – Nagyvárad tér útvonalon. 1946. november 30-án ismét a laktanyáig hosszabbították, de 1948. április 11-étől ismét a Nagyvárad térig jutott. 1954. szeptember 6-án jelzését 50A-ra módosították.
1959. április 30-ától ismét közlekedett a kispesti Tóth Árpád utca és a Móricz Zsigmond körtér között az Ady Endre út – Üllői út – Kálvin tér – Tolbuhin  (ma Vámház) körút – Szabadság híd – Bartók Béla út útvonalon. 1961. december 15-én betétjáratot kapott, a Tóth Árpád utca – Nagyvárad tér útvonalon közlekedő 43-as jelzését 42A-ra változtatták. 1970. április 3-án az M2-es metróvonal első, Fehér út – Deák tér szakaszának átadásával a 42-es és 42A járat belső végállomása a Madách térre került, illetve a 42A külső végállomása a Határ út lett. 1976-ig mindenszentekkor 42B jelzéssel temetői járat közlekedett a Nagyvárad tér és a Tóth Árpád utca között.
1977. január 1-jén az M3-as metróvonal első (Deák tér – Nagyvárad tér) szakaszának átadásával megszűnt a belső Üllői úti villamosközlekedés, ezért a 42-es útvonalát a metró déli végállomásához, a Nagyvárad térig vágták vissza. Ugyanekkor a 42A járatot megszüntették. 1979. augusztus 1-jétől a 42-es villamos közlekedése szünetelt, helyette a Damjanich utcától a Traktor (ma Endresz György) utcáig 42V jelzéssel pótlóbusz járt. 1980. március 29-én a metró elérte a Kőbánya-Kispesti végállomását, ekkor megszűnt a pótlóbusz és újraindult a 42-es villamos, de csak az újonnan épült Határ úti csomópontig. 2006. szeptember 16-ától a Tulipán utcánál épült új fejvégállomásig közlekedik a Tóth Árpád utcai hurok helyett.

### A vonal jövője
A Budapesti Közlekedési Központ tervezi a vonal meghosszabbítását a Havanna lakótelepen át a Gloriett-telepig.

## Vonal
A villamosjáratot a BKV Zrt. üzemelteti, jelenleg a Határ út és a Tulipán utca végállomások között közlekedik. Jelenleg az 51A villamossal együtt a két olyan villamosvonal Budapesten, amely nem lép át kerülethatárokat: csak a XIX. kerület területén halad. A 42-es villamos Budapest második legrövidebb villamosvonala. (Az 51A a legrövidebb, amely a IX. kerületben közlekedik.)

## Járművek
A vonalon 2006-ig Ganz UV villamosok közlekedtek, amiket Ganz CSMG-kre cseréltek, de ezek nem sokáig közlekedtek itt, mert egy pár évre rá itt is forgalomba álltak a Hannoverből használtan vásárolt TW 6000 villamosok, és napjainkban is ugyanezek járnak itt. 2021 júniusától hétvégente és később 2022 februártól már mindennap CAF Urbos 3 típusú alacsony padlós villamosok is közlekednek a vonalon.

## Útvonala
| Kispest, Tulipán utca felé                                             |
| Határ út M vá. – Ferde utca – Ady Endre út – Kispest, Tulipán utca vá. |
| Határ út felé                                                          |
| Kispest, Tulipán utca vá. – Ady Endre út – Ferde utca – Határ út M vá. |

## Megállóhelyei
| 0 | Határ út M végállomás             | 9 | 66, 66B, 66E, 84E, 89E, 94E, 99, 123, 123A, 142E, 194, 194B, 294E 50, 52 626, 628, 629, 660 1080, 1110 | Metróállomás, autóbusz-állomás, Shopmark bevásárlóközpont |
| 2 | Corvin körút                      | 7 | | Puskás Ferenc Általános Iskola                            |
| 3 | Hungária út (Rendőrség)           | 5 | 148 | Kispesti rendőrség                                        |
| 5 | Templom tér                       | 3 | 68, 132E, 148, 151, 268                                                                                | Kispesti rendelőintézet                                   |
| 6 | Kossuth Lajos utca / Ady Endre út | 2 | 68, 268                                                                                                |                                                           |
| 7 | Vas Gereben utca / Ady Endre út   | 1 | 268 |                                                           |
| 8 | Kispest, Tulipán utca végállomás  | 0 | 93, 93A, 268 S21 (Kispest vasútállomás)                                                                |                                                           |

## Képgaléria

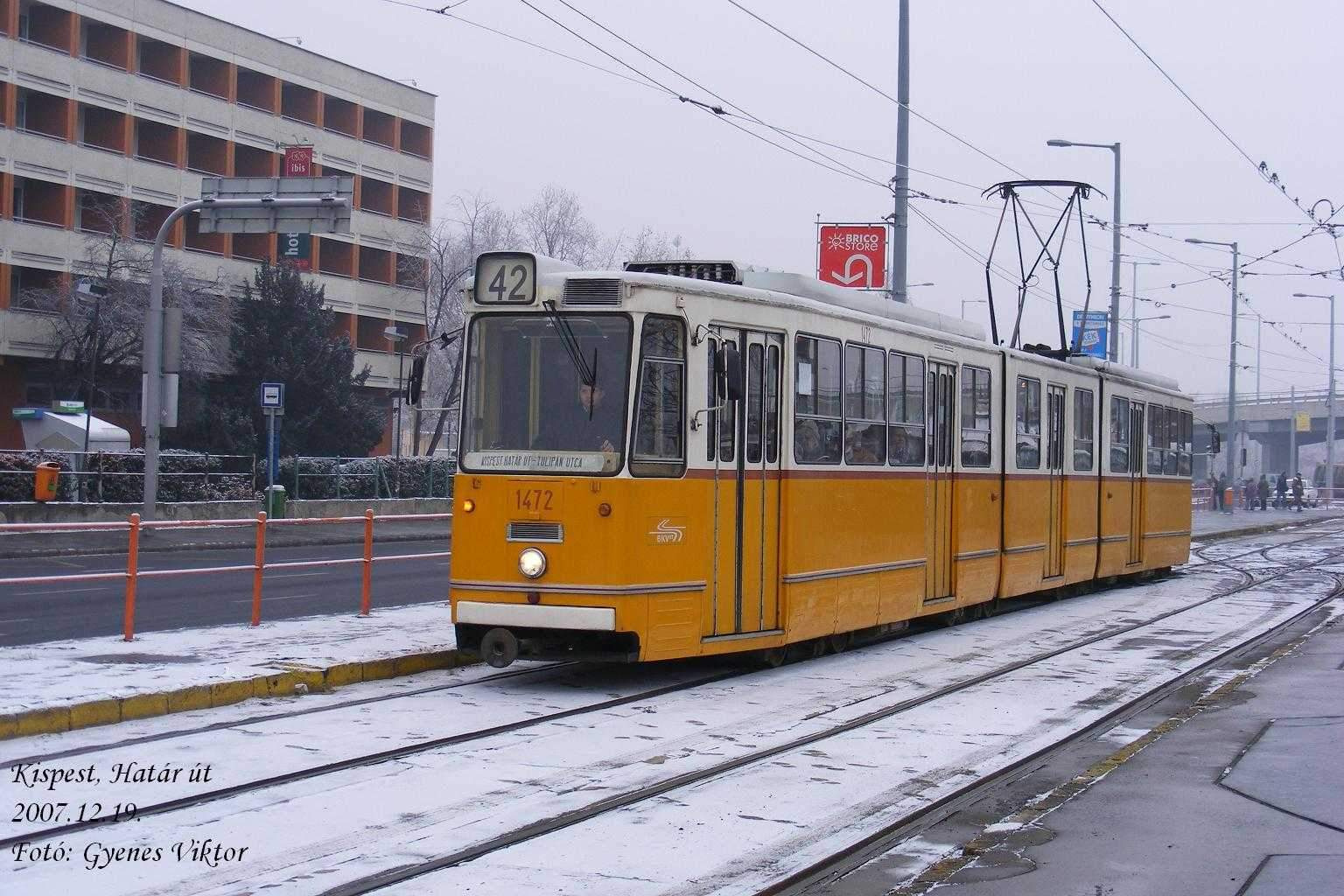
Ganz CSMG villamos a Határ útnál 2007-ben
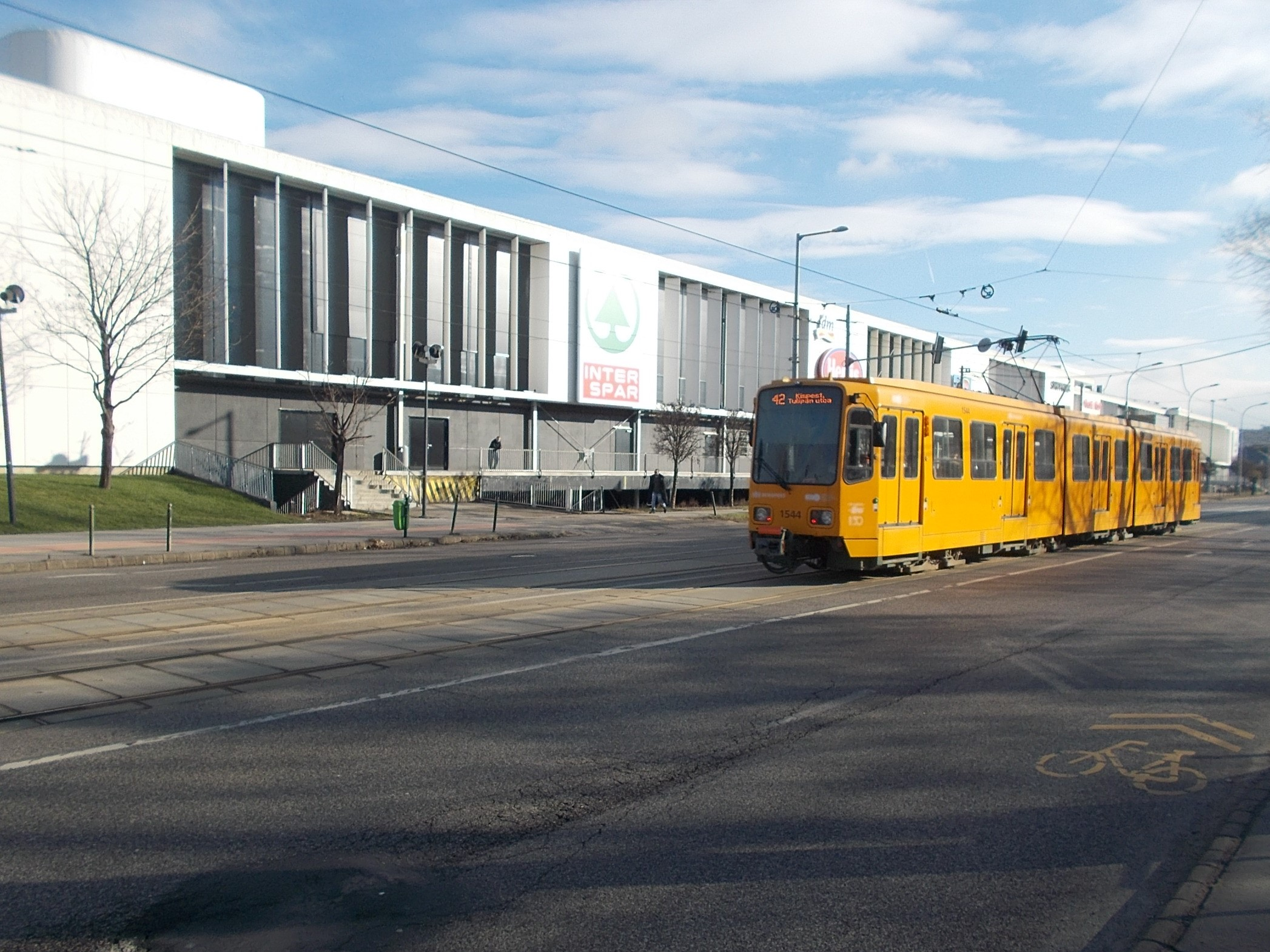
TW 6000 villamos a 2018-ban